# Selma James
Pour les articles homonymes, voir James et Deitch.
Selma James, née Selma Deitch le 15 août 1930 à Brooklyn, est une militante féministe et anti-raciste étatsunienne, coauteure du classique féministe The Power of Women and the Subversion of the Community (avec Mariarosa Dalla Costa), et cofondatrice en 1972 de la International Wages for Housework Campaign (« Campagne internationale pour un salaire domestique »).

## Jeunesse et début de militantisme
Selma Deitch naît à Brooklyn en 1930, dans une famille juive, d'un père camionneur et syndicaliste né dans l'empire Austro-Hongrois (actuelle Pologne) et d'une mère femme au foyer ayant travaillé dans une usine de boîtes à papier à partir de ses 12 ans,. Vivant à la limite entre un ghetto juif et un ghetto noir, Selma Deitch indique avoir très tôt connaissance du racisme.
À 15 ans, elle rejoint la tendance Johnson-Forest où elle fait la connaissance de Cyril Lionel Robert James, dont elle suit ensuite les cours sur l'esclavage et la guerre civile. Il l'encourage à écrire,.
Elle travaille à l'usine et épouse à l'âge de 17 ans un de ses collègues, avec qui elle a un fils, Sam. Le couple se sépare au bout de 4 ans.
En 1952, elle publie A Woman's Place, un essai qui décrit la frustration des vies des femmes au foyer, des mères et des travailleuses.
Durant le maccarthysme, Cyril Lionel Robert James est emprisonné à Ellis Island. À sa sortie de prison, il s'exile à Londres, où Selma Deitch le rejoint avec son fils. Ils se marient en 1955.
De 1958 à 1962, ils vivent à Trinité-et-Tobago et sont actifs dans le mouvement pour l'indépendance des Antilles,.
De retour au Royaume-Uni, Selma James milite au sein du Black Regional Action Movement. Le réalisateur de documentaires britannique Richard Taylor qui travaille sur le racisme policier la sollicite pour rencontrer des victimes de violences policières. En 1965, elle est la première secrétaire organisatrice de la Campagne contre la discrimination raciale.

## Féminisme
James porte un regard critique sur le féminisme majoritaire dans les années 1970, déconnecté des problématiques de classe,. Elle rapporte également l'opposition de Juliet Mitchell à ce qu'elle travaille sur un film sur le mouvement féministe, car elle craignait qu'elle ne fasse un film sur l'anti-racisme.
Elle fait partie de la branche des féministes radicales qui se préoccupent de l'exploitation économique des femmes, et des liens entre le système patriarcal et le capitalisme, se situant dans le champ d'une analyse marxiste. De ces préoccupations naissent le mouvement international pour un salaire ménager, revendiquant un salaire pour le travail domestique des femmes. Les positions de Selma James sont exposées dans le livre écrit avec Mariarosa Dalla Costa Le pouvoir des femmes et la subversion sociale (The Power of Women and the Subversion of the Community, publié en 1972),,,. Elle soutient que les femmes au foyer font partie de la classe ouvrière et que leur travail domestique et reproductif est essentiel au fonctionnement de la société capitaliste.
La même année 1972, James écrit Women, the Unions and Work, or What Is Not To Be Done, brochure préparée en 4 heures et distribuée à la National Conference of Women de Manchester, les 25 et 26 mars,,. Elle contient une liste de 6 exigences, parmi lesquelles le droit de travailler moins, et pour la première fois, un salaire pour le travail domestique. Elle fonde par la suite la campagne internationale Wages for Housework (Des salaires pour le travail domestique),, qui exige que les États rémunèrent les femmes au foyer. Silvia Federici et sa collaboratrice Nicole Cox fondent la branche new-yorkaise du mouvement en 1974, guidées par James. Elles travaillent avec Margaret Prescod et Wilmette Brown, qui fondent Black Women for Wages for Housework. Quelques années plus tard cependant, la branche new-yorkaise est dissoute : selon James et Prescod, à cause de la question du racisme, qui n'est pas prise en compte par l'organisation locale ; selon Federici, à cause de problèmes du groupe avec James,.
En 1975, elle fonde le Crossroads Women's Centre dans un squat. Le lieu est une base pour différents groupes et organisations de femmes, en particulier la campagne international Wages for Housework mais également des collectifs de prostituées ou encore de femmes contre le viol,.
En 1985, elle coordonne le réseau Women Count Network qui obtient que les Nations unies demande aux gouvernements de considérer et valoriser le travail domestique dans leurs statistiques,.

## Activité récente
Le 8 mars 2000, elle coordonne la grève générale de femmes autour de son projet de salaire domestique.
En 2012, durant la campagne présidentielle américaine, elle rappelle l'importance du travail domestique non rémunéré des femmes après qu'un membre de l'équipe d'Obama indique qu'Ann Romney, épouse de son concurrent et mère de 5 enfants, « n'a jamais travaillé de sa vie »,.
Son exigence d'un salaire domestique résonne avec des mouvements plus contemporains comme Occupy ou les partis pirates,.
Elle est une membre active de l’organisation International Jewish Anti-Zionist Network[réf. nécessaire].

## Œuvre
- A Woman's Place (1952)
- The Power of Women & the Subversion of the Community (avec Mariarosa Dalla Costa ; Bristol: Falling Wall Press, 1972)
  - Le pouvoir des femmes et la subversion sociale, avec Mariarosa Dalla Costa ; Genève : Librairie Adversaire, 1973
- Women, the Unions and Work, or What Is Not To Be Done (Notting Hill Women's Liberation Workshop, 1972; Falling Wall Press, 1976)
- Sex, Race & Class (1974)
- The Rapist Who Pays the Rent (coauteure, 1982)
- Marx and Feminism (1983; Crossroads Books, 1994)
- Hookers in the House of the Lord (1983)
- The Ladies and the Mammies: Jane Austen and Jean Rhys (Falling Wall Press, 1983, (ISBN 978-0905046259))
- Strangers & Sisters: Women, Race and Immigration (éditrice & introduction; Falling Wall Press, 1985,  (ISBN 978-0905046297))
- The Global Kitchen: The Case for Counting Unwaged Work (1985, 1995)
- The Milk of Human Kindness: Defending Breastfeeding from the Global Market and the AIDS Industry (coauteure ; Crossroads Books, 2003,  (ISBN 978-0954437206))
- Sex, Race and Class--the Perspective of Winning: A Selection of Writings 1952–2011 (PM Press, 2012,  (ISBN 978-1604864540))
- Our Time Is Now: Sex, Race, Class, and Caring for People and Planet (PM Press, 2021,  (ISBN 978-1-62963-838-6))
- (fr) Sexe, race et Classe - La stratégie de l'autonomie, 2024, Éditions Premiers Matins de Novembre, Toulouse, 2024  (ISBN 9782492857058)